# Martin Haab

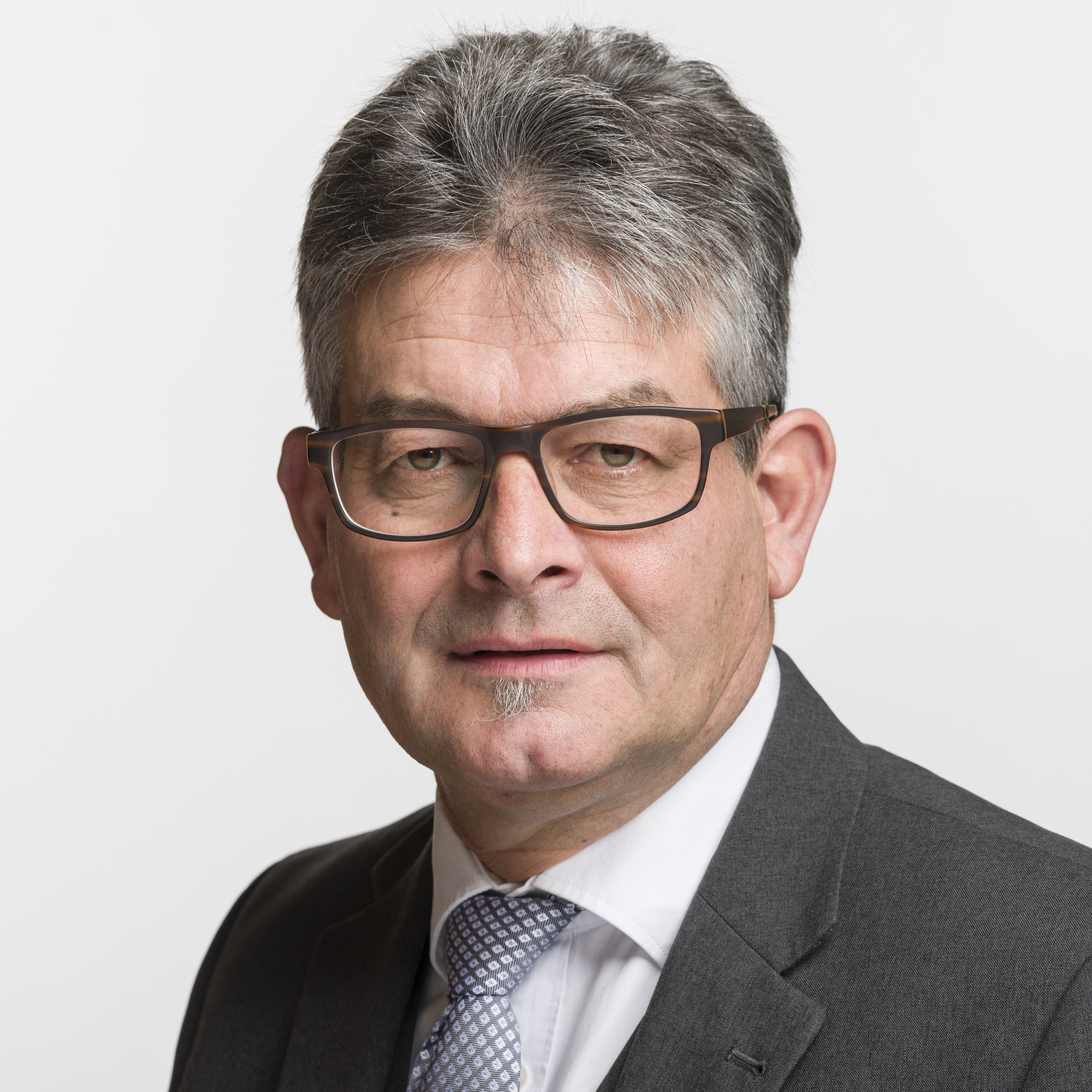
Martin Haab (2019)

Martin Haab (* 3. Mai 1962 in Mettmenstetten) ist ein Schweizer Politiker (SVP).

## Leben und Beruf
Martin Haab lebt in Mettmenstetten und bewirtschaftet zusammen mit seinem Sohn einen Bauernbetrieb. 1989 schloss Martin Haab die Meisterprüfung ab und ist seither Meisterlandwirt. Martin Haab ist Mitglied der SVP Kanton Zürich und wurde 2011 in den Zürcher Kantonsrat gewählt, 2015 und 2019 wiedergewählt. Im Juni 2019 rückte Haab für Natalie Rickli in den Nationalrat nach. Sein politischer Schwerpunkt ist die produzierende Landwirtschaft. Er ist seit 2020 Präsident des Zürcher Bauernverbands (ZBV) und somit auch im Vorstand des Schweizer Bauernverbands (SBV) vertreten.
Haab ist verheiratet und hat zwei Kinder.

## Positionen
Haab gehört u. a. der sogenannten Pestizid-Lobby an, welche das Gewässerschutzgesetz lockern will.